# كاستيليجو دي روبليدو
كاستيليجو دي روبليدو هي بلدية تقع في مقاطعة سوريا، في منطقة قشتالة وليون، في إسبانيا. يبلغ عدد سكانها 117 نسمة وذلك حسب (المعهد الوطني للإحصاء) سنة 2017. تبلغ مساحتها 52,98 كم مربع، وترتفع عن سطح البحر 962 متر.

## تطور السكان
في تعداد عام 2010 بلغ عدد سكان البلدية 137 نسمة، منهم 78 رجلا و59 امرأة. 

## معرض صور

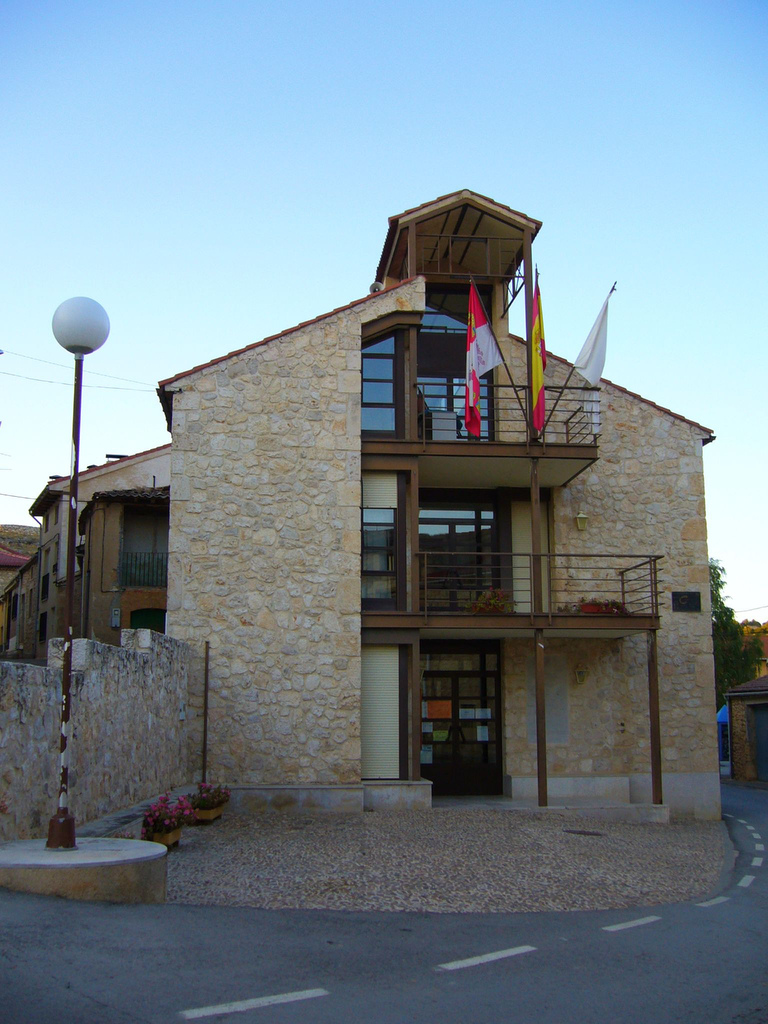
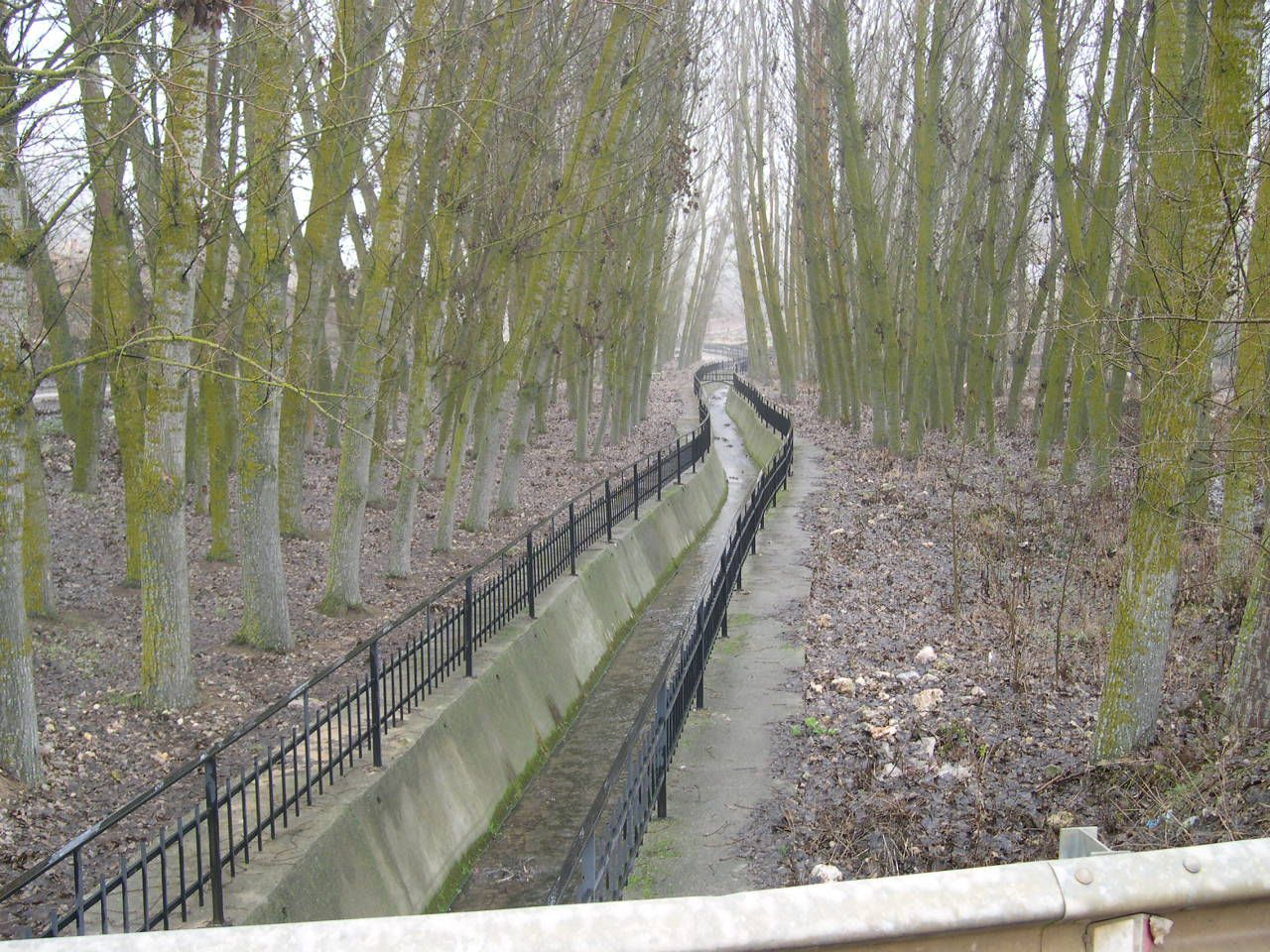
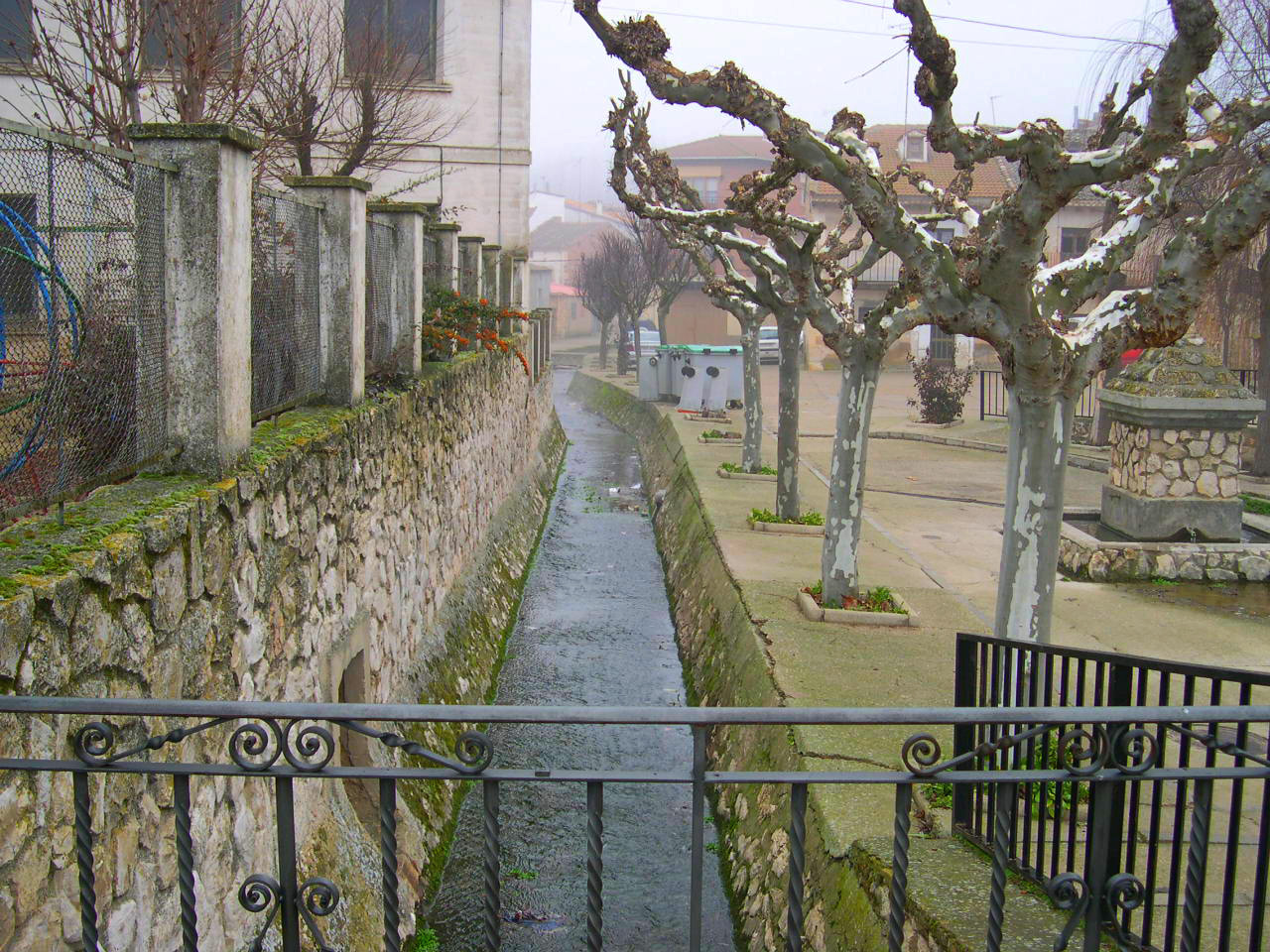
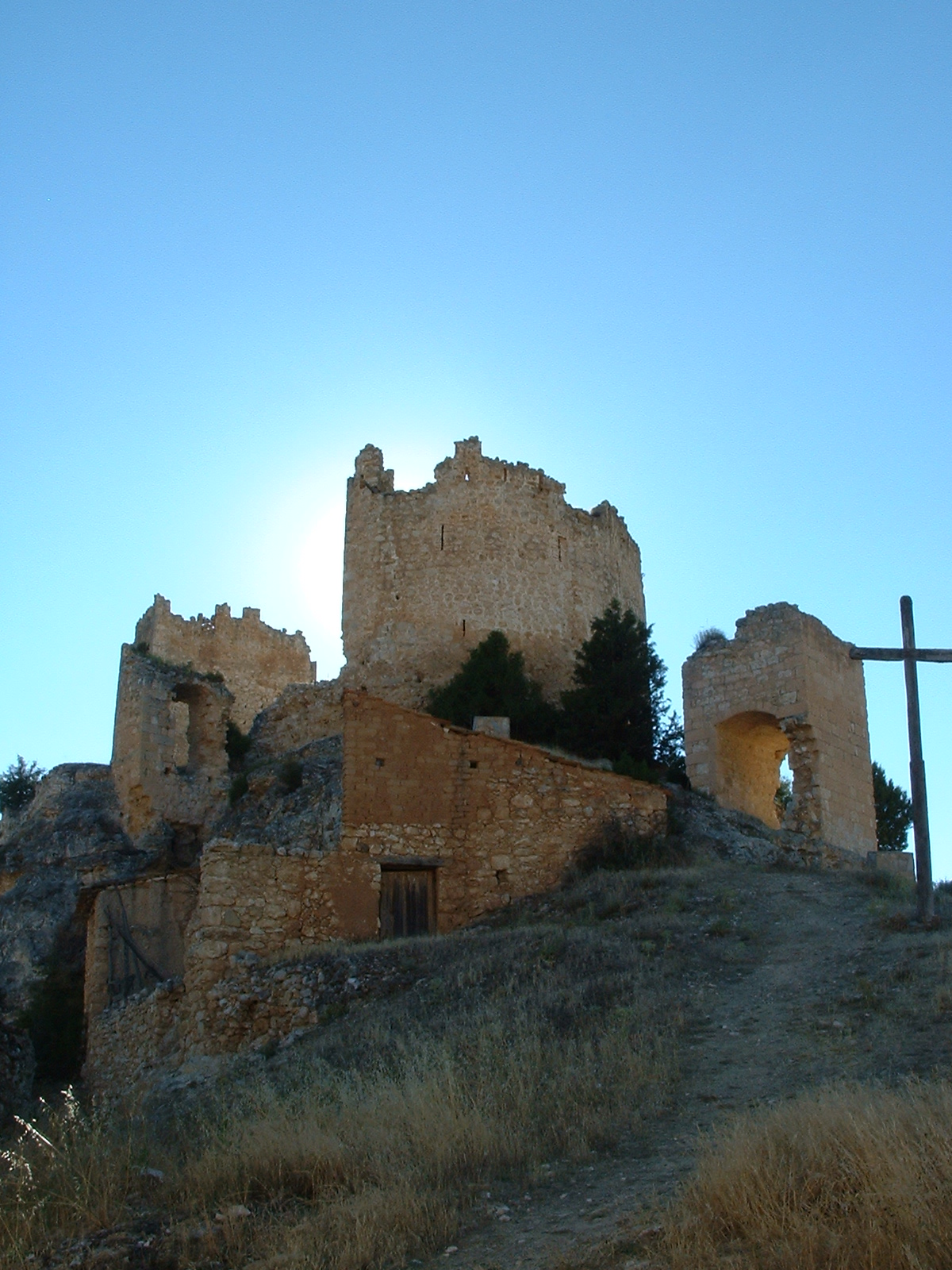